# 2インチ 対空ロケット発射機 MK.2
2インチ　対空ロケット発射機  Mk.2（2-inch AA Rocket Projector Mk.2）はイギリス製のロケット砲である。
　

## 概要
2インチ対空ロケットはそのほとんどが海軍で使用されていたが、そのうち陸上運用型にMk.2の名称が与えられてグレートブリテン島南岸の郷土防衛隊防空部隊によって運用された。操作手が中に入る円筒形の中央支柱の左右に10連装の発射機が1基ずつ取り付けられた固定式発射機である。またその中央支柱の形から「Pillar Box：（英）郵便ポスト」という名で呼ばれることもあった。
発射機は全周に向けることが可能で、0度から85度の範囲で仰角の調整ができた。
使用する2インチ対空ロケット弾は非常に簡易な構造のものでコルダイトを燃料として電気的に点火される。目標に命中しなかった場合、弾頭のNo.720信管に組み込まれた自爆機構が高度約4500フィート（約1327.5メートル）で作動する。

## 諸元
使用砲弾諸元　「2インチ　対空ロケット弾」
- 全長 : 914.4mm　（36インチ）
- 胴部直径 : 57mm　（2.25インチ）
- 重量 : 4.88kg　（10.75ポンド）
- 初速 : 457m/sec　（1500ft/sec）
- 弾頭炸薬重量 : 0.25kg　（0.56ポンド）

## 参考資料
Peter Chamberlain , Terry Gander 『WW2 Fact Files,Mortars and Rockets』 （1975） Arco Publishing Company,Inc. ISBN 0668038179